# Haa Dhaalu

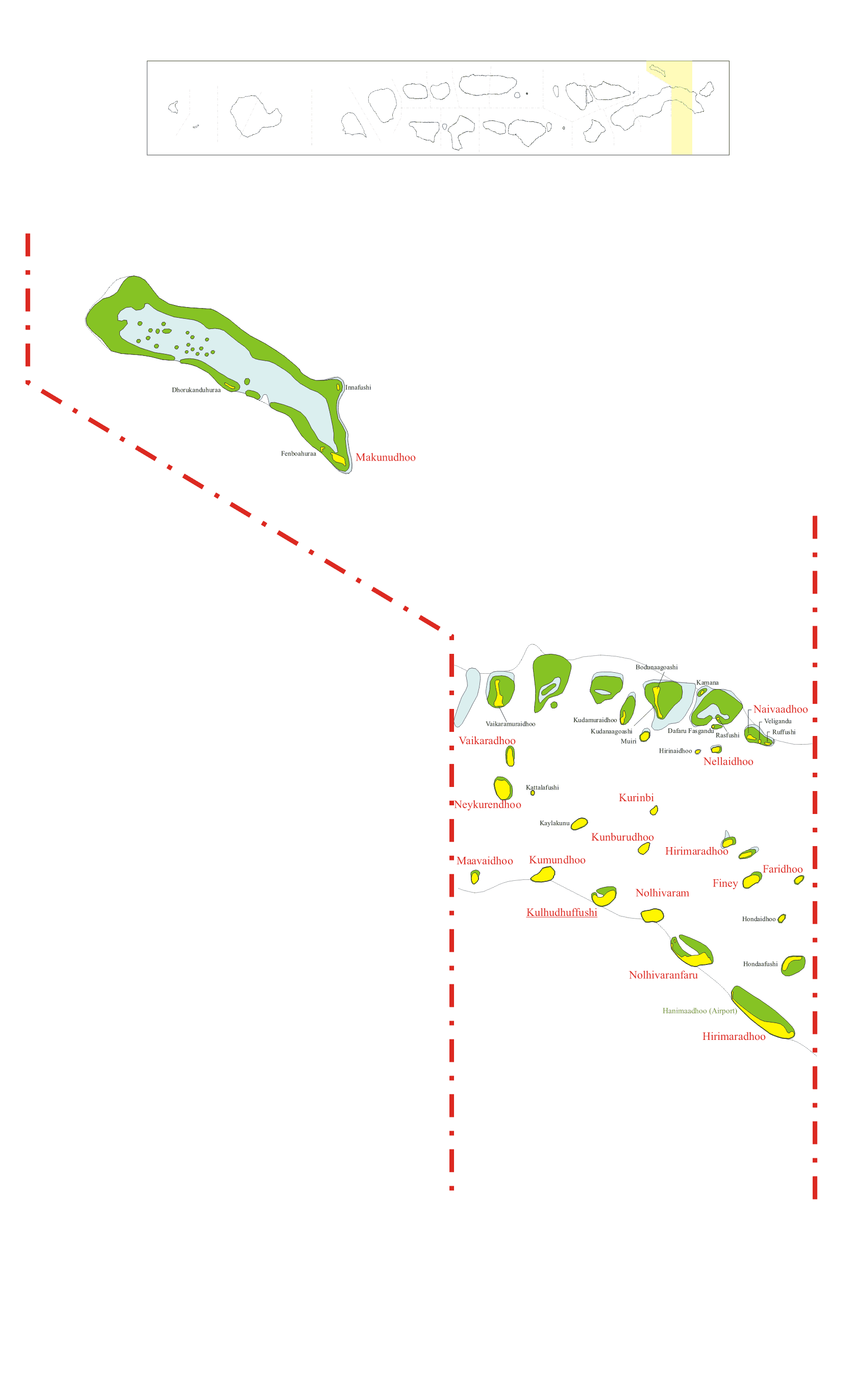
Mapa atolu

Haa Dhaalu je administrativní atol na severu Malediv. Hlavní město atolu je Kuluduffusi. Atol má 35 ostrovů, z toho 16 obydlených. Počet obyvatel je 22 489. Atol řídí Mohamed Didi. Nachází se na jižní části přírodního atolu Thiladhunmathi a na atolu Makunudhoo.

## Obydlené ostrovy
- Finey
- Hanimaadhoo
- Hirimaradhoo
- Kulhudhuffushi
- Kumundhoo
- Kunburudhoo
- Makunudhoo
- Kurinbi
- Naivaadhoo
- Nellaidhoo
- Neykurendhoo
- Nolhivaram
- Nolhivaranfaru
- Vaikaradhoo

## Neobydlené ostrovy
Bodunaagoashi, Dafaru Fasgandu, Dhorukanduhuraa, Fenboahuraa, Hirinaidhoo, Hondaafushi, Hondaidhoo, Innafushi, Kamana, Kattalafushi, Kaylakunu, Kudamuraidhoo, Kudanaagoashi, Muiri, Rasfushi, Ruffushi, Vaikaramuraidhoo, Veligandu